# COSAFA Cup 1997
De COSAFA Cup 1997 was de eerste editie van dit voetbaltoernooi georganiseerd door de COSAFA (Council of Southern Africa Football Associations). Het toernooi werd verspreid over 1997 gehouden. Alle wedstrijden werden gehouden in het thuisspelende land. Het was tot 2015 de enige keer dat Tanzania deelnam aan het toernooi.

## Voorronde
De winnaar van elke voorronde plaatste zich voor de eindronde. Tanzania kreeg een bye naar de eindronde.
|                                 |           |       |                                               |                                                |
| 1 maart 1997 «onderlinge duels» | Botswana  | 1 – 4 | Malawi                                        | National Stadium, Gaborone Toeschouwers: 8.000 |
| 1 maart 1997 «onderlinge duels» | Lesupi 3' |       | 27' Nyirongo 51' Maduka 73' Nkhwazi 88' Mwase | National Stadium, Gaborone Toeschouwers: 8.000 |

|                                 |         |                     |        |                                              |
| 2 maart 1997 «onderlinge duels» | Lesotho | 0 – 2               | Zambia | Setsoto Stadium, Maseru Toeschouwers: 20.000 |
| 2 maart 1997 «onderlinge duels» |         | 10' Kangwa 15' Miti |        | Setsoto Stadium, Maseru Toeschouwers: 20.000 |

|                                 |           |                                  |            |                                                        |
| 2 maart 1997 «onderlinge duels» | Swaziland | 0 – 4                            | Mozambique | Somholo National Stadium, Lobamba Toeschouwers: 15.000 |
| 2 maart 1997 «onderlinge duels» |           | 36', 42', 70' Adelino 83' Eurico |            | Somholo National Stadium, Lobamba Toeschouwers: 15.000 |

|                                  |                                 |              |                          |                                                    |
| 16 maart 1997 «onderlinge duels» | Namibië                         | 2 – 1 (n.v.) | Zimbabwe                 | Independence Stadium, Windhoek Toeschouwers: 8.000 |
| 16 maart 1997 «onderlinge duels» | Hindjou 87' (pen.), 119' (pen.) |              | 76' (pen.) Mushangazhike | Independence Stadium, Windhoek Toeschouwers: 8.000 |

## Eindfase
De eindfase bestond uit een groep waarin alle landen één keer tegen elkaar speelden. De winnaar van de groep was ook winnaar van het toernooi.
| Pos. | Team       | Gsp | G | G | V | DV | DT | DS | Pnt |
| ---- | ---------- | --- | - | - | - | -- | -- | -- | --- |
| 1    | Zambia     | 4   | 2 | 2 | 0 | 9  | 4  | +5 | 8   |
| 2    | Namibië    | 4   | 1 | 3 | 0 | 6  | 3  | +3 | 6   |
| 3    | Mozambique | 4   | 1 | 2 | 1 | 7  | 5  | +2 | 5   |
| 4    | Tanzania   | 4   | 0 | 3 | 1 | 4  | 7  | −3 | 3   |
| 5    | Malawi     | 4   | 0 | 2 | 2 | 5  | 12 | −7 | 2   |

|                                  |                             |       |                               |                          |
| 12 april 1997 «onderlinge duels» | Malawi                      | 2 – 2 | Mozambique                    | Silver Stadium, Lilongwe |
| 12 april 1997 «onderlinge duels» | Nkhwazi 57' Mpinganjira 70' |       | 31' Tico-Tico 79' Tualibudane | Silver Stadium, Lilongwe |

|                                  |                                          |       |        |                              |
| 19 april 1997 «onderlinge duels» | Zambia                                   | 4 – 0 | Malawi | Independence Stadium, Lusaka |
| 19 april 1997 «onderlinge duels» | Chella 26' Kangwa 44' Miti 85' Banda 88' |       |        | Independence Stadium, Lusaka |

|                                |          |       |         |                                                  |
| 31 mei 1997 «onderlinge duels» | Tanzania | 0 – 0 | Namibië | CCM Kirumba Stadium, Mwanza Toeschouwers: 15.000 |
| 31 mei 1997 «onderlinge duels» |          |       |         | CCM Kirumba Stadium, Mwanza Toeschouwers: 15.000 |

|                                 |                                |       |          |                                                 |
| 15 juni 1997 «onderlinge duels» | Mozambique                     | 3 – 0 | Tanzania | Estádio da Machava, Maputo Toeschouwers: 50.000 |
| 15 juni 1997 «onderlinge duels» | Tico-Tico 50', 69' Adelino 76' |       |          | Estádio da Machava, Maputo Toeschouwers: 50.000 |

|                                 |                                                     |       |            |                                                    |
| 28 juni 1997 «onderlinge duels» | Namibië                                             | 4 – 1 | Malawi     | Independence Stadium, Windhoek Toeschouwers: 8.000 |
| 28 juni 1997 «onderlinge duels» | Uri Khob 35' De Gouveia 57' Hindjou 69' Shivute 75' |       | 77' Fazili | Independence Stadium, Windhoek Toeschouwers: 8.000 |

|                                |                                 |       |                        |                                                                 |
| 5 juli 1997 «onderlinge duels» | Tanzania                        | 2 – 2 | Zambia                 | Sheikh Amri Abeid Memorial Stadium, Arusha Toeschouwers: 22.000 |
| 5 juli 1997 «onderlinge duels» | Lunyamila 56' Marsha 75' (pen.) |       | 71' Tembo 83' Namazaba | Sheikh Amri Abeid Memorial Stadium, Arusha Toeschouwers: 22.000 |

|                                 |            |       |             |                                                 |
| 20 juli 1997 «onderlinge duels» | Mozambique | 1 – 1 | Namibië     | Estádio da Machava, Maputo Toeschouwers: 15.000 |
| 20 juli 1997 «onderlinge duels» | Barros 15' |       | 44' Goraseb | Estádio da Machava, Maputo Toeschouwers: 15.000 |

|                                    |                   |       |            |                              |
| 2 augustus 1997 «onderlinge duels» | Zambia            | 2 – 1 | Mozambique | Independence Stadium, Lusaka |
| 2 augustus 1997 «onderlinge duels» | Kamwandi 50', 81' |       | 51' Faife  | Independence Stadium, Lusaka |

|                                    |                        |       |                     |                                              |
| 9 augustus 1997 «onderlinge duels» | Malawi                 | 2 – 2 | Tanzania            | Silver Stadium, Lilongwe Toeschouwers: 9.000 |
| 9 augustus 1997 «onderlinge duels» | Fazili 19' Nkhwazi 72' |       | 7' Amlima 43' Bambo | Silver Stadium, Lilongwe Toeschouwers: 9.000 |

|                                     |                  |       |           |                                                     |
| 31 augustus 1997 «onderlinge duels» | Namibië          | 1 – 1 | Zambia    | Independence Stadium, Windhoek Toeschouwers: 12.000 |
| 31 augustus 1997 «onderlinge duels» | Ouseb 47' (pen.) |       | 32' Siame | Independence Stadium, Windhoek Toeschouwers: 12.000 |

| Winnaar COSAFA Cup 1997 |
| ----------------------- |
| ZAMBIA Eerste titel     |

## Topscorers
| Pos. | Speler           | Goals |
| ---- | ---------------- | ----- |
| 4    | Adelino          | 4     |
| 4    | Johannes Hindjou | 3     |
| 4    | Tico-Tico        | 3     |
| 4    | Jones Nkhwazi    | 3     |